# ارموسييو سونورا
ارموسييو سونورا (بالإسبانية: Hermosillo) هي مستوطنة تقع في المكسيك في ولاية سونورا. يقدر عدد سكانها بـ 784,342 نسمة ومساحتها 15,720.3 كم2 وترتفع عن سطح البحر 210 متر.

## المدن التوأمة
مدن توريون، إرفاين (كاليفورنيا)، فينيكس، أريزونا، نوروالك، لوس أنجليس، كاليفورنيا، الرياض وتوسون (أريزونا) هي مدن توأمة لـارموسييو سونورا.

## أعلام
- بيل ميلينديز
- خيسوس كورونا
- رافائيل امايا
- خيسوس مولينا
- يوريذيا